# Timaios (filosof)
Timaios (grekiska: Τίμαιος, latin: Timaeus) var en filosof i den pythagoreiska skolan under antiken från Lokroi i södra Italien. Han levde under senare delen av 400-talet f.Kr. Platon uppkallade en av sina dialoger efter Timaios.